# Хамідіє (село)
Хамідіє (рос. Хамидие) — село у Терському районі Кабардино-Балкарії Російської Федерації.
Орган місцевого самоврядування — сільське поселення Хамідіє. Населення становить 1812 осіб.

## Історія
Згідно із законом від 27 лютого 2005 року органом місцевого самоврядування є сільське поселення Хамідіє.

## Населення
| 2002  | 2010  | 2012  | 2013  | 2014  | 2015  | 2016  |
| ----- | ----- | ----- | ----- | ----- | ----- | ----- |
| 2025  | ↘1812 | ↘1797 | ↘1759 | ↘1755 | ↘1749 | ↘1722 |
| 2017  | 2018  | 2019  | 2020  |       |       |       |
| ↘1718 | ↘1712 | ↗1723 | ↘1707 |       |       |       |